# Арпоадор
Арпоадо́р (порт. Arpoador) — пляж и одноимённый скальный мыс, находящиеся в районе Ипанема города Рио-де-Жанейро (Бразилия). Арпоадор расположен между пляжами Прайя-ду-Диабу (порт. Praia do Diabo) и Прайя-ди-Ипанема (порт. Praia de Ipanema). Территория этого маленького полуострова ограничена, поэтому длина пляжа Арпоадор составляет всего 500 метров.
Арпоадор пользуется популярностью у сёрфингистов из-за распространённых в этом районе больших волн.

## История
Название Арпоадора происходит от слова арпао (порт. arpão), означающее гарпун, что скорее всего указывает на распространение ранее охоты на китов вблизи побережья.
Пляж Арпоадор прославился тем, что на нём в 1948 году немецкая модель Мириам Эц (Miriam Etz) впервые в Бразилии публично продемонстрировала бикини (до этого были приняты закрытые модели купальников).

## Парк Гарота-ди-Ипанема
В районе Арпоадора расположен парк Гарота-ди-Ипанема, названный так в честь знаменитой песни «Garota de Ipanema» (музыка Антониу Карлуш Жобим и текст Маркуш Винисиуш да Круш де Мело Морайш на португальском).

## Арпоадор в массовой культуре
В песне бразильского певца Казузы «Faz Parte Do Meu Show» 1988 года есть строчки, посвящённые Арпоадору: «Vago na lua deserta das pedras do Arpoador».